# Santa María de Valverde
Santa María de Valverde är en kommun i Spanien.   Den ligger i provinsen Provincia de Zamora och regionen Kastilien och Leon, i den nordvästra delen av landet, 250 km nordväst om huvudstaden Madrid.